# El Jopoy, Coxcatlán
El Jopoy är en ort i Mexiko.   Den ligger i kommunen Coxcatlán och delstaten San Luis Potosí, i den centrala delen av landet, 230 km norr om huvudstaden Mexico City. El Jopoy ligger 119 meter över havet och antalet invånare är 130.
Terrängen runt El Jopoy är kuperad åt nordväst, men åt sydost är den platt. Runt El Jopoy är det ganska tätbefolkat, med 100 invånare per kvadratkilometer. Närmaste större samhälle är Tampacan, 19,6 km sydost om El Jopoy. I omgivningarna runt El Jopoy växer huvudsakligen savannskog.